# Mézga Aladár különös kalandjai (regény)
A Mézga Aladár különös kalandjai Romhányi József magyar író  ifjúsági, sci-fi- kalandregénye. A kötet először 1974-ben jelent meg a Móra Könyvkiadónál, majd másodszor 2000-ben a kiadó "Delfin 2000" sorozatában.

## Történet
Mézga Aladár 12 évesen szinte megoldhatatlan problémákkal küzd az általános iskolában. Irodalomtanára mindenre elszánt, még arra is, hogy tanártársai könyörgése ellenére megbuktatja a fiút. A pedagógus év vége közeledtekor – a nevelői szobában – felolvassa a rosszcsont rövid, velős témazáróját. Az ezt követő, felcsattanó, egyöntetű nevetés hatására azonban megkegyelmez a fiúnak. A matektanár viszont felnéz a diákjára, Aladár egy-két – dolgozatban levezetett – megoldását még a doktori disszertációjába is átemeli. Mézga apuka a tanév végén elkeseredve konstatálja, hogy fia átlaga csupán 2,1. Szomszédja – doktor Máris – tanácsát félreértve hegedülni taníttatja kisfiát.

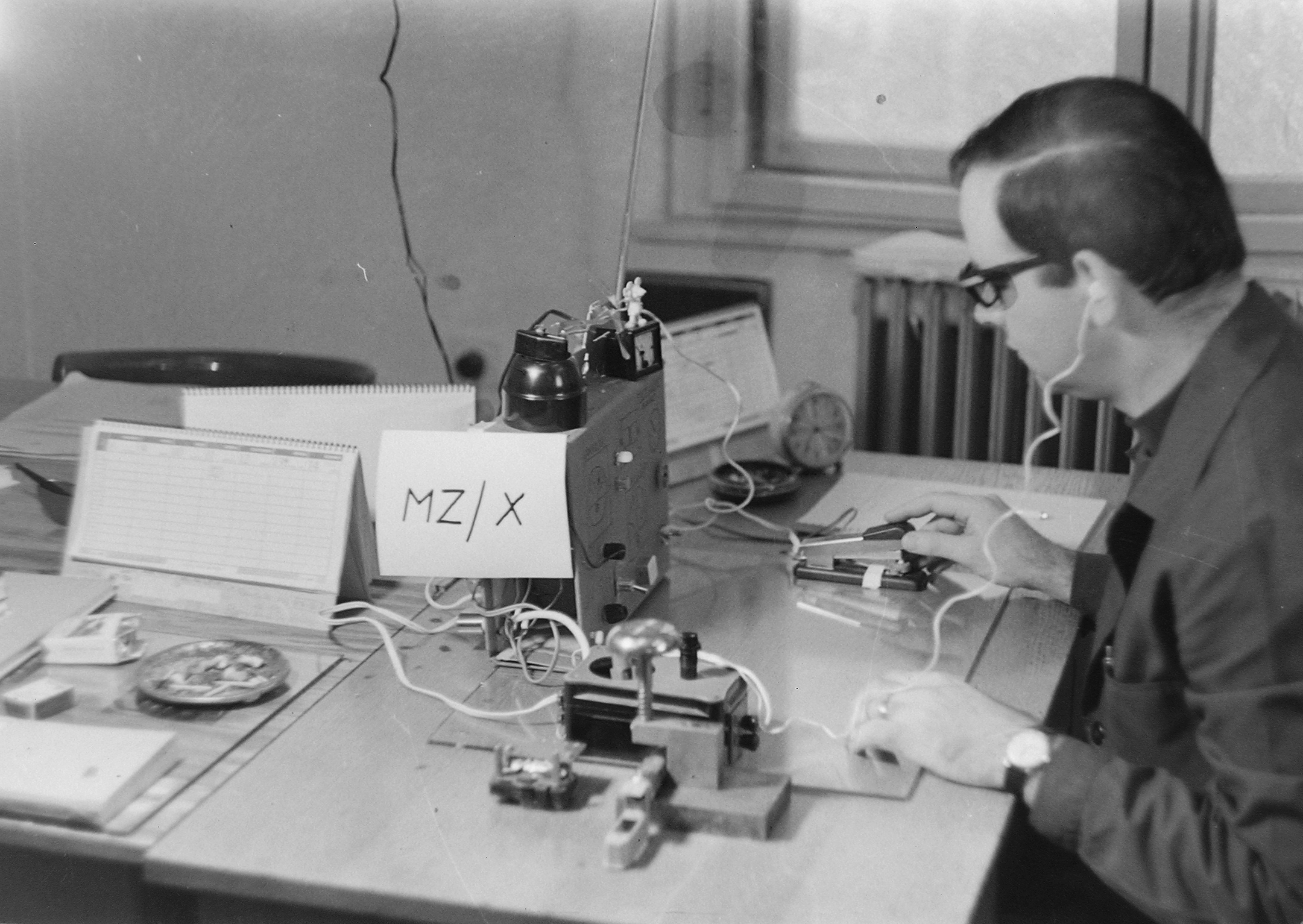
Egy férfi MZ/X "szerepében". Fortepan fotó az 1970-es évekből.

Pedig Aladár zseniális tehetség, Mzper X (MZ/X, rokon a távoli jövőből) hagyatékából bőven volt miből gazdálkodnia. A fiú hosszas kísérletezéseket követően megalkotja hiper-szuper űrhajóját: a Gulliverkli 5-öt. Az űrjárműben használt berendezésekből akár egy űrhajóflotta automatikája is kikerülhetett volna. Ezek az elképesztően pontos, alig köröm nagyságú számító-, mérő- és irányítóberendezések az űrkabin felfújásakor keletkező háromszázmillió-hétszáztizenegyezer Celsius-fok hőben normál nagyságúra tágultak ki. Az űrkószáló srác kelekótya, de hűséges és emberi nyelven beszélő kutyájával esténként – hegedűgyakorlást szimulálva – utazásra indul a világmindenségbe.
A kötetben tíz űrutazására kísérhetjük el.

## Főszereplők
- Mézga Aladár
- Mézga Géza
- Paula asszony
- Kriszta, Aladár nővére
- Blöki, Aladár kutyája
- Maffia, Kriszta macskája
- Máris szomszéd, pszichológus
- a meglátogatott világok őslakói, gépei, csoda- és szörnylényei

## Tartalom
- Mi történt eddig?
- Előkészületek
- I. Űrutazás - Lepénybolygó
- II. Űrutazás - Tébolygó
- III. Űrutazás - Masínia
- IV. Űrutazás - Musicina
- V. Űrutazás - Kriminália
- VI. Űrutazás - Imbolygó
- VII. Űrutazás - Rapídia
- VIII. Űrutazás - Szuperbellum
- IX. Űrutazás - Ősbolygó
- X. Űrutazás - Füllentina

## Rajzfilm
A Mézga Aladár különös kalandjai című rajzfilmsorozat 1972-ben készült - többek között - Gémes József, Jankovics Marcell, Nepp József, Ternovszky Béla rendezésében.